# Lîholitî, Ciornobai
Lîholitî (în ucraineană Лихоліти) este o comună în raionul Ciornobai, regiunea Cerkasî, Ucraina, formată numai din satul de reședință.

## Demografie
Componența lingvistică a comunei Lîholitî
     Ucraineană (95,59%)
     Rusă (4,01%)
     Alte limbi (0,26%)
Conform recensământului din 2001, majoritatea populației comunei Lîholitî era vorbitoare de ucraineană (95,59%), existând în minoritate și vorbitori de rusă (4,01%).